# L'Alqueria del Comte
L'Alqueria del Comte és un barri de Sóller antigament allunyat de la ciutat que, a causa del creixement urbà, s'hi troba actualment unit. Es pot destacar la Creu i l'oratori de Sant Felip Neri.